# Luke Recker
Lucas Recker (Lima, Ohio; 17 de junio de 1978) es un exjugador de baloncesto estadounidense. Con 1,98 de estatura, jugaba en la posición de escolta. 

## Trayectoria

### Inicios
Recker descolló como jugador de baloncesto durante su adolescencia, siendo capitán de los Barbs, el equipo de la DeKalb High School de Waterloo, Indiana. En su temporada como sénior fue reconocido como el mejor jugador en su categoría de su estado. A raíz de ello fue invitado a participar del McDonald's All-American Game y del Nike Hoop Summit, eventos reservados a los baloncestistas juveniles considerados miembros de la élite del deporte en los Estados Unidos (su ascenso al estrellato fue de hecho documentado por el periodista William Gildea en el libro Where the Game Matters Most).
Recibió ofertas de becas deportivas de varias de las universidades estadounidenses con equipos exitosos en la División I de la NCAA, pero escogió estudiar en la Universidad de Indiana para jugar con los Hoosiers y ser entrenado por Bobby Knight. Sin embargo Recker actuaría dos temporadas allí, antes de transferirse en 1999 a la Universidad de Iowa, pensando que con los Hawkeyes tendría mucho más protagonismo del que ya tenía con los Hoosiers. 
El 10 de julio de 1999 fue víctima de un severo siniestro automovilístico que lo obligó a someterse a un tratamiento de rehabilitación que derivó en que se perdiese de jugar toda la temporada 1999-00 y parte de la temporada 2000-01. Al volver a las canchas jugó en un gran nivel, siendo el jugador más destacado de su equipo.

### Profesional
Se presentó al Draft de la NBA de 2002, donde se especulaba que sería elegido en algún lugar de la segunda ronda. Empero ninguna franquicia le ofreció un contrato. 
Decidido a desarrollar una carrera como deportista profesional, jugó la NBA Summer League con Miami Heat, y luego firmó un contrato para unirse al Asheville Altitude de la National Basketball Development League. Al culminar la temporada jugaría en la Reebok Pro Summer League de 2003 con los Boston Celtics, pero nuevamente terminaría siendo ignorado por los equipos de la NBA.
Recker partió a Europa, donde actuaría los siguientes seis años con clubes italianos y españoles. Hizo un último intento por ingresar a la NBA al disputar la Rocky Mountain Revue de 2004 con los Indiana Pacers, volviendo a padecer de la indiferencia de la liga.